# The Last of the Line
The Last of the Line (titre alternatif : Pride of the Race) est un film muet américain réalisé par Jay Hunt et sorti en 1914.

## Synopsis
Le chef indien Gray Otter envoie son jeune fils Tiah à l'école blanche. Ce dernier en ressort en devenant rénégat…

## Fiche technique
- Réalisation : Jay Hunt
- Scénario : Thomas H. Ince, C. Gardner Sullivan
- Durée : 20 minutes
- Date de sortie : États-Unis : 24 décembre 1914

## Distribution
- Joe Goodboy : Gray Otter
- Sessue Hayakawa : Tiah
- Tsuru Aoki
- Stanely Bigham
- Gladys Brockwell